# Punts extrems de les Illes Balears
Els punts extrems de les Illes Balears són els següents:

## Latitud i longitud

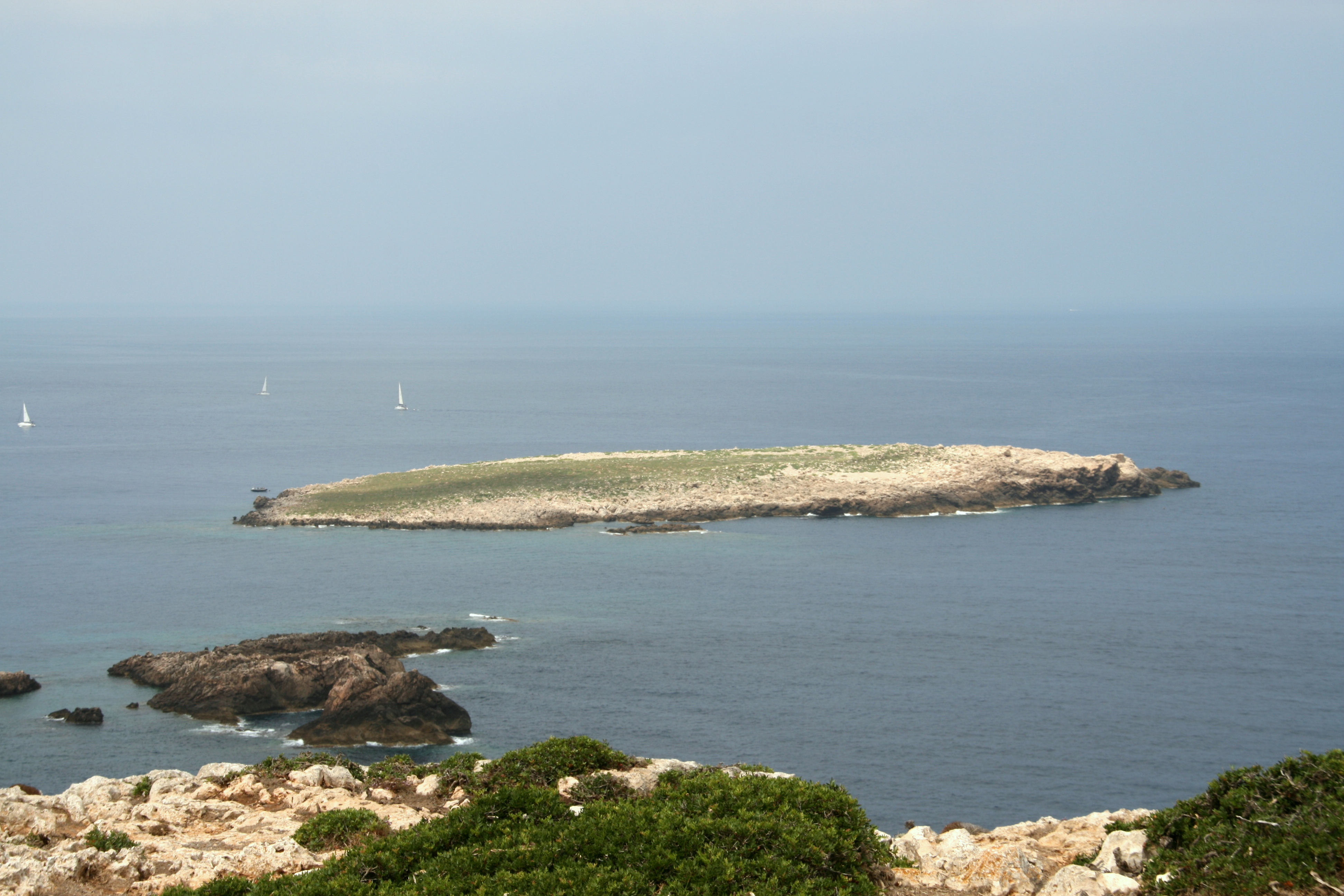
L'Illa dels Porros o Illa de Sanitja, l'extrem nord de les Balears

- Nord: Cap del Nord (illa dels Porros, Menorca) 40° 05′ 40″ N, 4° 04′ 31″ E / 40.09444°N,4.07528°E
- Sud: Cap de Barbaria (Formentera) 38° 38′ 25″ N, 1° 23′ 18″ E / 38.64028°N,1.38833°E
- Est: Punta de l'Esperó (la Mola, Menorca) 39° 52′ 37″ N, 4° 19′ 40″ E / 39.87694°N,4.32778°E
- Oest: Esculls d'en Ramon (Illes Bledes, Eivissa) 38° 58′ 43″ N, 1° 9′ 25″ E / 38.97861°N,1.15694°E

Menorca
- Nord: Cap de Cavalleria (el Mercadal) 40° 5′ 22″ N, 4° 5′ 27″ E / 40.08944°N,4.09083°E
- Sud: Na Narra (Sant Lluís) 39° 48′ 32″ N, 4° 16′ 14″ E / 39.80889°N,4.27056°E
- Est: Punta de l'Esperó (Maó) 39° 52′ 37″ N, 4° 19′ 40″ E / 39.87694°N,4.32778°E
- Oest: Cap de Menorca (Ciutadella) 40° 0′ 58″ N, 3° 47′ 26″ E / 40.01611°N,3.79056°E

Mallorca

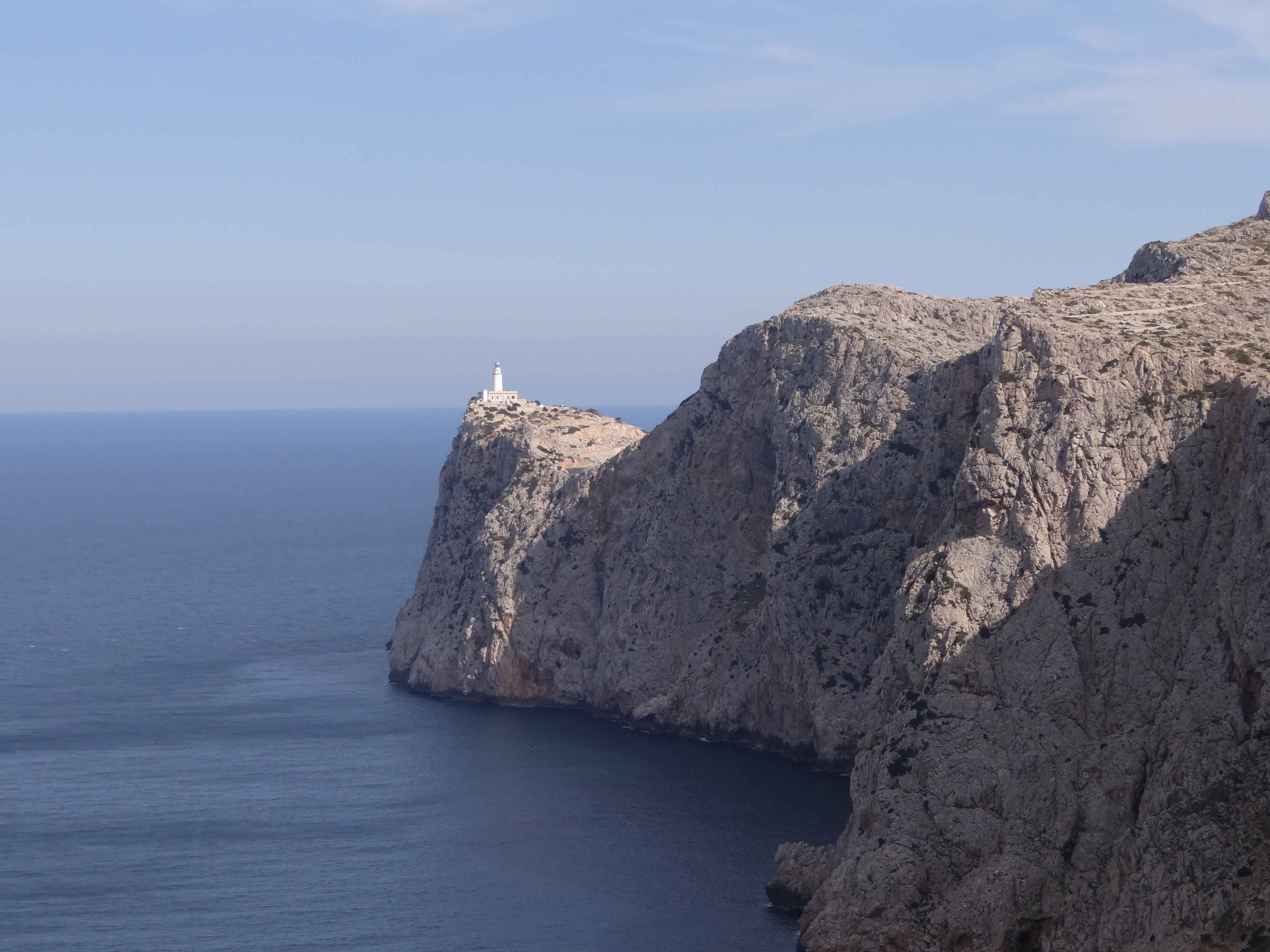
El Cap de Formentor

- Nord: Cap de Formentor (Pollença)[1] 39° 57′ 45″ N, 3° 12′ 48″ E / 39.96250°N,3.21333°E
- Sud: Cap de les Salines (Santanyí)[1] 39° 15′ 51″ N, 3° 3′ 20″ E / 39.26417°N,3.05556°E
- Est: Punta de Capdepera (Capdepera)[1] 39° 42′ 56″ N, 3° 28′ 43″ E / 39.71556°N,3.47861°E
- Oest: Punta Negra (Andratx)[1] 39° 35′ 13″ N, 2° 20′ 40″ E / 39.58694°N,2.34444°E

Eivissa

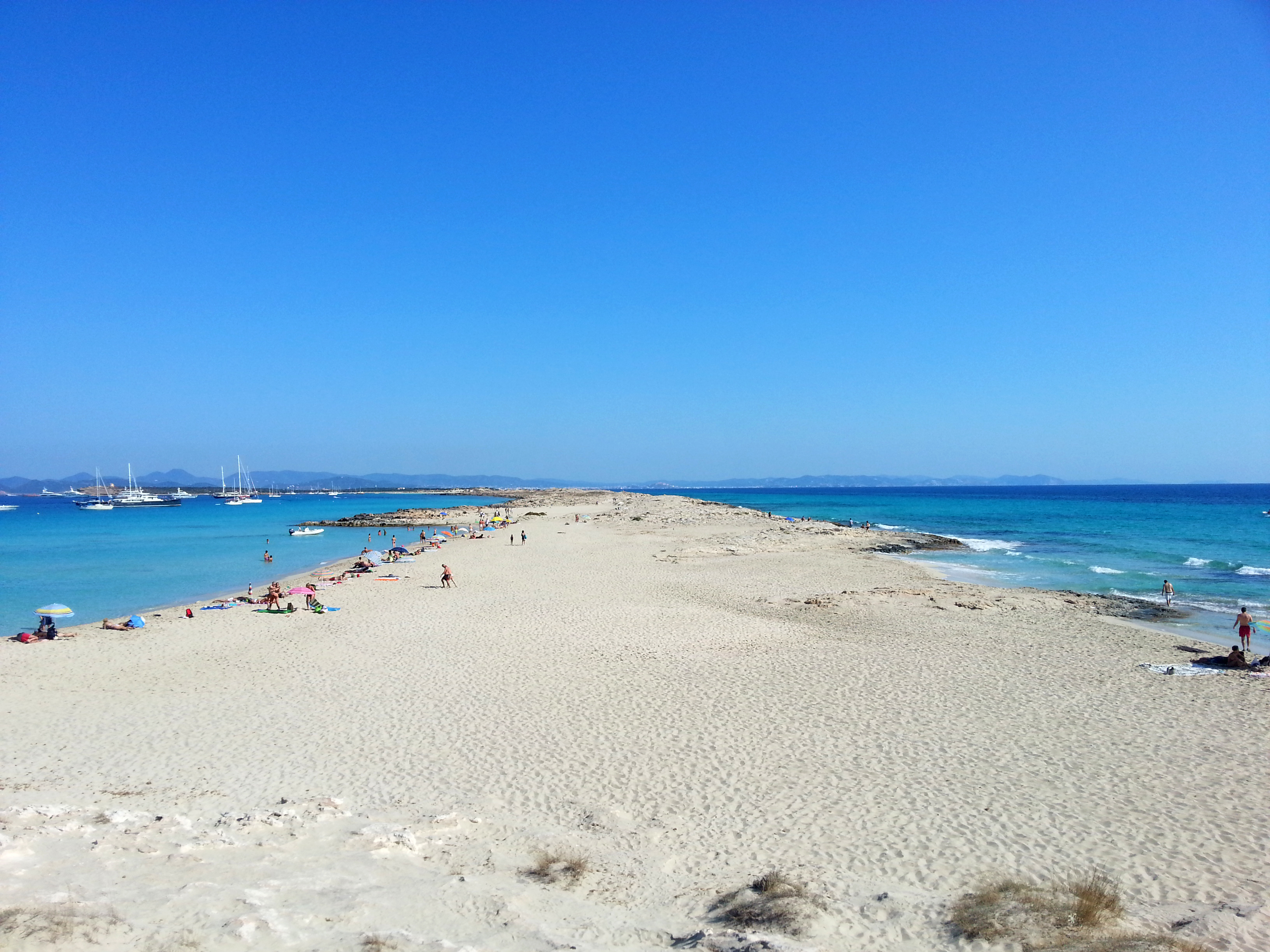
La platja de les Illetes culmina en la punta del Borronar, que mira a Eivissa.

- Nord: Punta del Moscarter (Sant Joan)[2] 39° 7′ 6″ N, 1° 31′ 58″ E / 39.11833°N,1.53278°E
- Sud: Punta de la Rama (Sant Francesc)[2] 38° 49′ 49″ N, 1° 22′ 16″ E / 38.83028°N,1.37111°E
- Est: Pedral d'en Guixa (Sant Josep)[2] 38° 54′ 6″ N, 1° 12′ 47″ E / 38.90167°N,1.21306°E
- Oest: Punta Prima (Sant Carles)[2] 39° 1′ 39″ N, 1° 37′ 17″ E / 39.02750°N,1.62139°E

Formentera
- Nord: Punta del Borronar 38° 46′ 18″ N, 1° 26′ 1″ E / 38.77167°N,1.43361°E
- Sud: Cap de Barbaria 38° 38′ 25″ N, 1° 23′ 18″ E / 38.64028°N,1.38833°E
- Est: Punta del Garroveret 38° 40′ 9″ N, 1° 35′ 4″ E / 38.66917°N,1.58444°E
- Oest: Punta Rasa 38° 41′ 33″ N, 1° 22′ 50″ E / 38.69250°N,1.38056°E

## Altitud
| Illa              | Cim                        | Altitud |
| ----------------- | -------------------------- | ------- |
| Mallorca          | Puig Major de Son Torrella | 1.436   |
| Eivissa           | Talaia de Sant Josep       | 487     |
| el Vedrà          | Picatxo de Tramuntana      | 382     |
| la Dragonera      | na Pòpia                   | 352     |
| Menorca           | el Toro                    | 348     |
| Formentera        | la Talaiassa               | 193     |
| Cabrera           | na Picamosques             | 173     |
| el Vedranell      | Crestes del Vedranell      | 126     |
| Illa dels Conills | Alt del Blanquer           | 123     |
| Tagomago          | Puig de Tagomago           | 115     |
| el Colomer        | -                          | 113     |

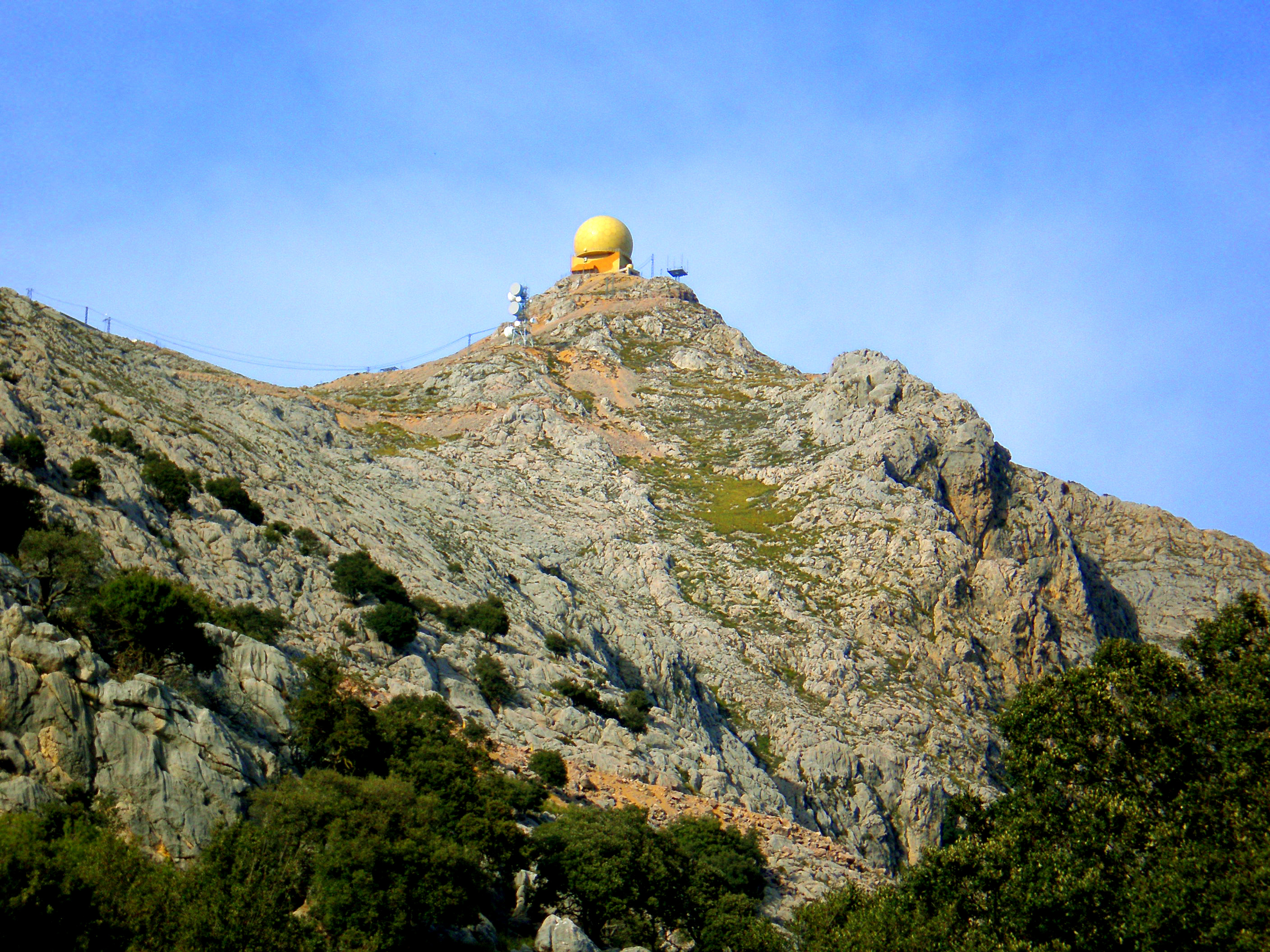
El Puig Major, punt culminant de les Illes Balears

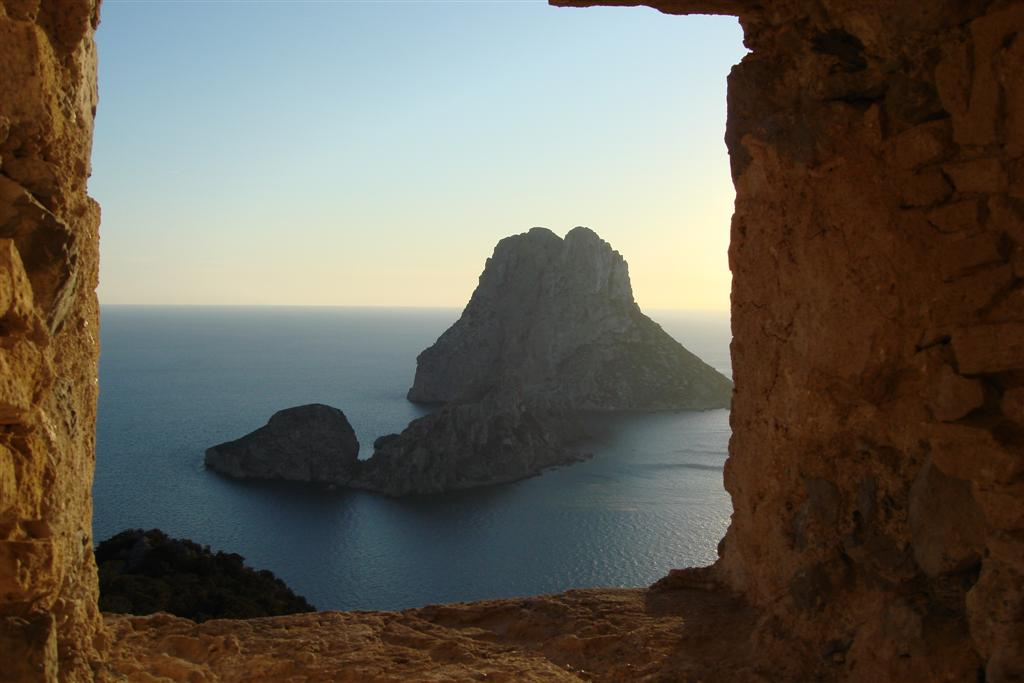
Vista de la Torre del Savinar al Vedrà, la tercera illa més alta de l'arxipèlag

- Terme amb més altura mitjana: Escorca, 481 m[3]
- Ajuntament més elevat: Escorca, 476 m
- Cap de municipi més elevat: Valldemossa, 408 m (ajuntament) / 384 m (església)
- Localitat més elevada: Orient, 479 m (església); seguit de Galilea, 432 m (església)

## Distància
Major distància en línia recta
- Mallorca: Punta Negra (Andratx)-Punta de Capdepera, 98 km[1]
- Menorca: Cap de Menorca (Ciutadella)-Punta de l'Esperó (Maó), 48 km
- Eivissa: l'Oliva (els Cubells)-Punta de Cala de Jonc (Sant Vicent), 41 km
- Formentera: Punta de la Gavina-Punta del Far, 18,8 km

Menor distància entre illes

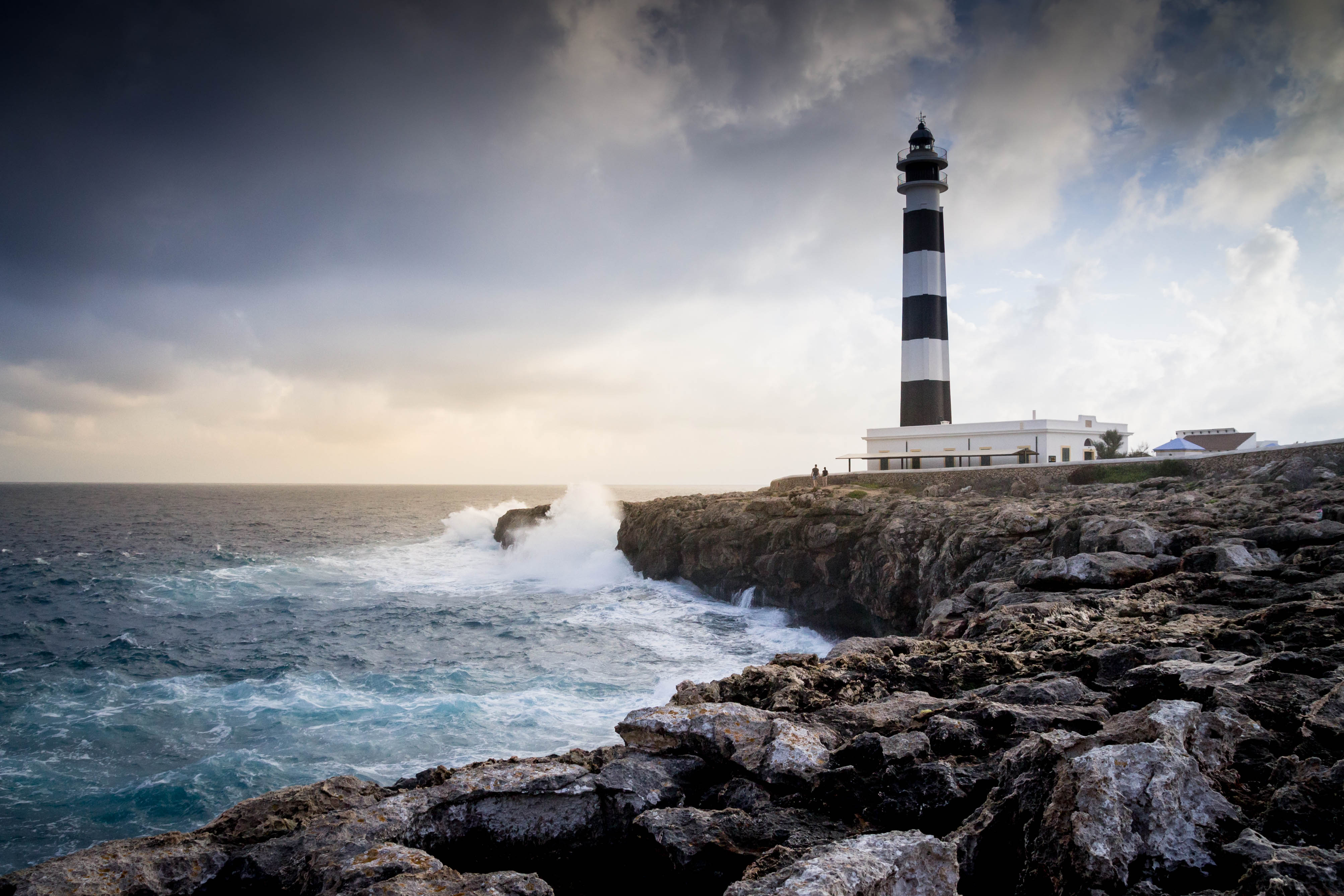
És habitual veure Mallorca del Cap d'Artrutx estant.

- Mallorca-Menorca: Cap del Freu-Cap d'Artrutx, 36 km
- Eivissa-Mallorca: Punta de Cala de Jonc-Cap de la Mola, 81 km
- Eivissa-Formentera: Punta de la Torre de les Portes-Punta del Borronar, 7 km[a]

Menor distància de la península Ibèrica
- Eivissa: Cap de la Nau-Punta dels Moros (Sant Josep), 86 km
- Formentera: Cap de la Nau-Punta de la Gavina, 99 km
- Mallorca: Delta del Llobregat-Punta Bèquer (Pollença), 167 km
- Menorca: Delta de la Tordera-Punta Nati, 198 km

Menor distància d'Àfrica (Algèria)

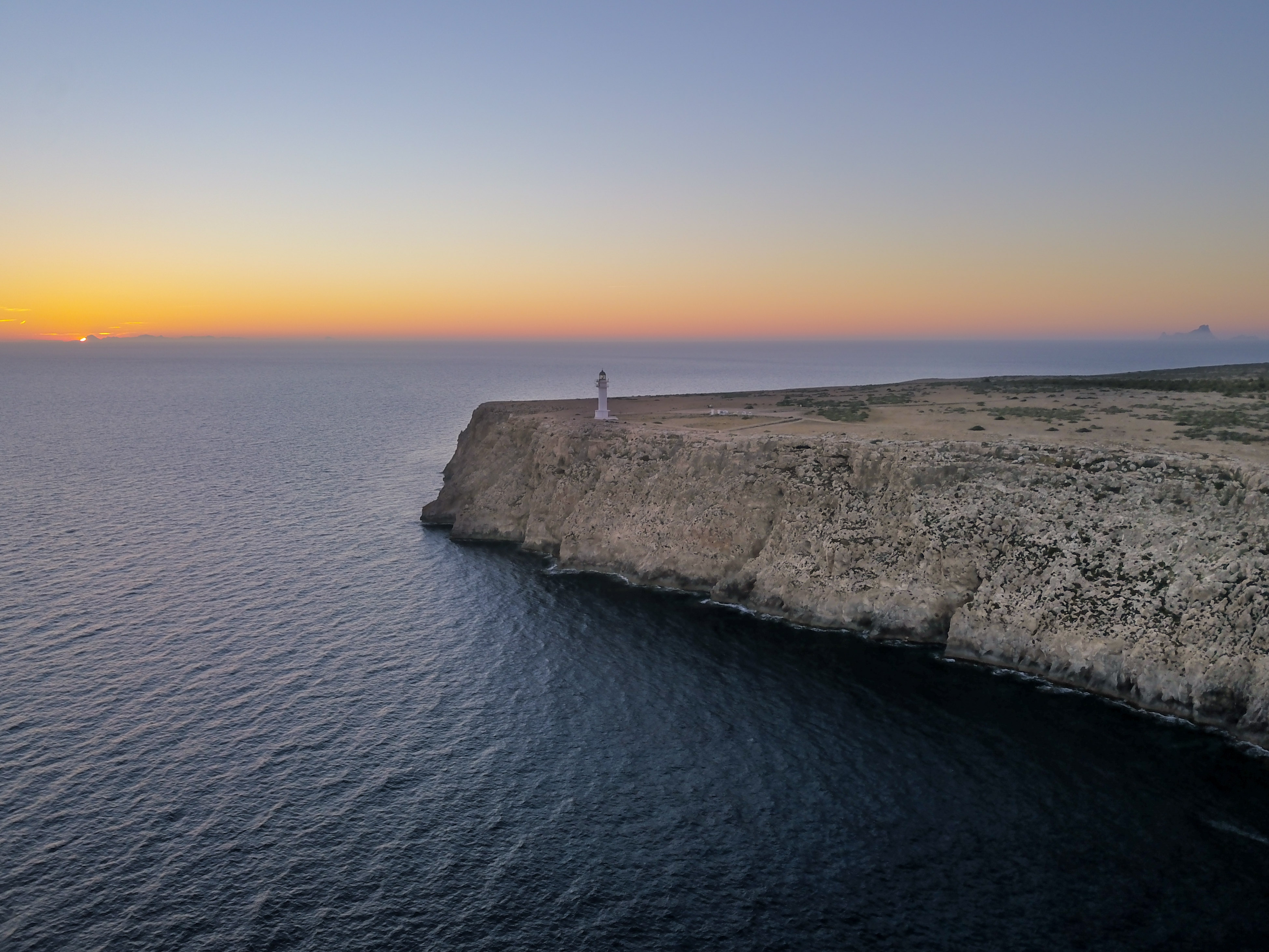
El Cap de Barbaria pren el seu nom del fet que mira cap a la Barbaria, i, en concret, cap a Alger.

- Formentera: Cap de Barbaria-Cap Tenès (fr), 232 km
- Mallorca: Cap de les Salines-Cap Bengut (ceb), 270 km[b]
- Menorca: Na Narra (Sant Lluís)-Cap Corbelin (ceb), 322 km

Menor distància de Sardenya
- Menorca: Punta de l'Esperó-Cap de la Caça (l'Alguer), 333 km

## Arquitectura i enginyeria
- Edifici més alt: edifici de la plaça de Madrid (Palma), 72 m[4]
- Túnel més llarg: túnel de Sóller, 3.023 m
- Carretera més elevada: Ma-10, 870 m (túnel de Monnàber)